# BRAVO Hits 1
Bravo Hits 1 ist der erste Sampler aus der gleichnamigen Reihe, die seit 1992 im Vier-Monats-Takt und seit 1996 vierteljährlich jeweils aktuelle Titel aus den Musikcharts präsentiert.

## Hintergrund
Die erste Bravo Hits kam am 21. April 1992 als Einzel-CD, MC und Vinyl-LP mit den 16 beliebtesten Liedern der Leser der Jugendzeitschrift Bravo auf den Markt. Die Idee dafür hatte der damalige Geschäftsführer Thomas Schenk, Chef des Strategic Marketing von Warner, der sich von Hit-Samplern wie der Larry- und der Formel-Eins-Reihe inspirieren ließ.
Er gilt daher in der Branche als Erfinder der Serie und wurde dafür vom Bauer Verlag mit dem Bravo Platin Otto geehrt.
Es gibt tatsächlich zwei Versionen des Samplers. Da die Rechte an KLFs America: What Time Is Love 1998 abgelaufen waren, musste dieser Titel bei der limitierten Zweitauflage 1998 durch Sandras Don’t Be Aggressive ersetzt werden. Beide Ausgaben gelten heute als gesuchte Sammlerstücke, jedoch sind auch einige Fälschungen im Umlauf.
Das Cover zeigt einen bunten Wirbelsturm mit einer Auflistung aller Hits auf dem Album. Hervor sticht eine schwarze Beschriftung mit den Worten Exclusiv No.1 Hit Mr. Big: To Be with You in Fettschrift.

## Titelliste
| #  | Titel                         | Interpret                    | Länge | Beste Chartplatzierung (D) |
| -- | ----------------------------- | ---------------------------- | ----- | -------------------------- |
| 1  | America: What Time Is Love    | The KLF                      | 3:30  | 6                          |
| 2  | Das Boot (Techno Version)     | U 96                         | 5:14  | 1                          |
| 3  | I Need Money (Radio Edit)     | Marky Mark & The Funky Bunch | 3:14  | —                          |
| 4  | Obsession                     | Army of Lovers               | 3:40  | 7                          |
| 5  | Don’t Talk Just Kiss          | Right Said Fred              | 3:13  | 2                          |
| 6  | World in My Eyes              | Depeche Mode                 | 3:57  | 7                          |
| 7  | If You Go Away                | New Kids on the Block        | 4:00  | 34                         |
| 8  | Hurz!!!                       | Hape Kerkeling               | 3:22  | 4                          |
| 9  | To Be with You                | Mr. Big                      | 3:27  | 1                          |
| 10 | Close Encounters              | Clouseau                     | 3:50  | 19                         |
| 11 | You                           | Ten Sharp                    | 4:32  | 4                          |
| 12 | I’m Walkin’                   | Fats Domino                  | 2:13  | 12                         |
| 13 | Church of Your Heart          | Roxette                      | 3:17  | 28                         |
| 14 | It’s a Fine Day               | Opus III                     | 3:40  | 18                         |
| 15 | Show Me the Way               | Osmond Boys                  | 3:47  | —                          |
| 16 | I Wanna Be a Kennedy (US Mix) | U 96                         | 5:24  | 4                          |

## Charts und Chartplatzierungen
Sampler platzieren sich in den D-A-CH-Staaten nicht in den offiziellen Albumcharts, sondern in gesonderten Compilationcharts. Bravo Hits 1 schaffte es in Deutschland bis auf Platz zwei der Compilationscharts und musste sich lediglich Ronny’s Pop Show geschlagen geben. In Österreich erreichte der Sampler ebenfalls Position zwei der Compilationscharts und musste sich hier dem Sampler Hit News 92 Vol. 2 drei Wochen in Folge geschlagen geben. In der Schweiz gelang mit Position vier ebenfalls ein Top-10-Erfolg.
| ChartsChartplatzierungen | Höchstplatzierung | Wochen |
| ------------------------ | ----------------- | ------ |
| Deutschland (GfK)        | 2 (16 Wo.)        | 16     |
| Österreich (Ö3)          | 2 (9 Wo.)         | 9      |
| Schweiz (IFPI)           | 4 (3 Wo.)         | 3      |